# Melitta cameroni
Melitta cameroni är en biart som först beskrevs av Cockerell 1910.  Melitta cameroni ingår i släktet blomsterbin, och familjen sommarbin. Inga underarter finns listade i Catalogue of Life.